# 穆亚克 (塔恩-加龙省)
穆亚克（法語：Mouillac，法語發音：[mujak]）是法国奥克西塔尼大区塔恩-加龙省的一个市镇，属于蒙托邦区。

## 地理
穆亚克（44°16'2"N, 1°40'0"E）面积9.08 平方千米，位于法国奧克西塔尼大區塔恩-加龙省，该省份为法国西南部内陆省份，北起顺时针与洛特省、阿韦龙省、塔恩省、上加龙省、热尔省和洛特-加龙省接壤。
与穆亚克接壤的市镇（或旧市镇、城区）包括：韦拉特、凯吕斯、洛兹、皮拉罗克。

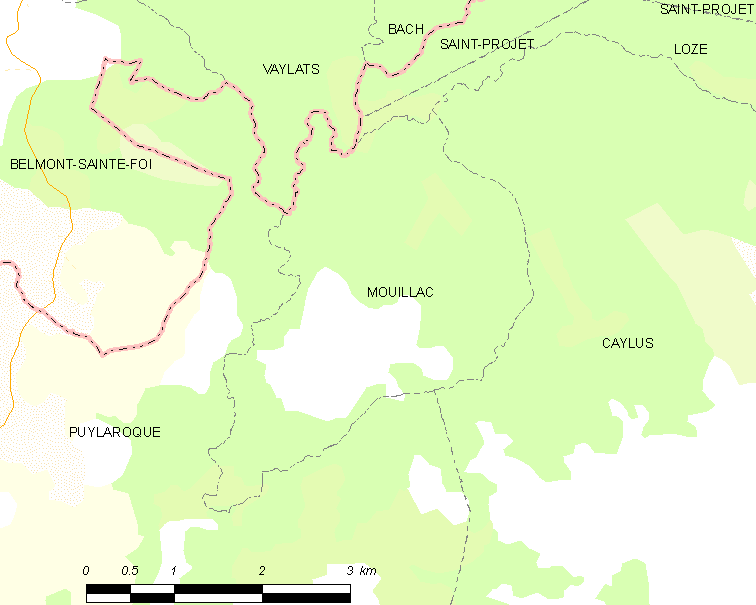
的OSM定位图

穆亚克的时区为UTC+01:00、UTC+02:00（夏令时）。

## 行政
穆亚克的邮政编码为82160，INSEE市镇编码为82133。

## 政治
穆亚克所属的省级选区为凯尔西-鲁埃格县。

## 人口

1962-2008年间人口变化图示

穆亚克于2022年1月1日时的人口数量为91人。